# UB-51号潜艇
陛下之UB-51号艇是德意志帝国海军于第一次世界大战期间建造的其中一艘UB-III型近岸潜艇或称U艇。它由汉堡的布洛姆与福斯船厂承建，于1917年3月8日新船下水，至同年7月26日交付使用。其全长55.3米，水面及水下排水量分别为516吨和651吨，艇载武器则包括五具500毫米鱼雷发射管以及一门88毫米口径甲板炮。
UB-51号的整个服役生涯都是在驻奥匈帝国海军基地普拉的地中海区舰队度过，并参与了地中海潜艇战。在六次巡逻期间，该艇累计击沉了协约国或中立国的18艘商船和1艘辅助军舰，容积总吨为47771吨。1918年10月，随着奥匈帝国投降，UB-51号经挪威撤回基尔。它于1919年1月16日移交英国，至1922年在斯旺西拆解报废。

## 设计
UB-51号是汉堡布洛姆与福斯船厂承建的UB-III型首批次（UB-48至UB-53号）的四号艇，由德意志帝国海军潜艇监察局于1916年5月20日向订购，至1917年3月8日下水。其全长55.3米，舷宽5.8米。艇体采用双壳体结构，水面及水下排水量分别为516吨和651吨，浮起时的吃水深度为3.68米。由于无需像UC-II型艇那样提供水雷布设装置，设计工程师对潜艇舷弧进行了优化，增大了司令塔体积，配备两具潜望镜，司令塔与控制室之间增加一道水密舱壁。这些改进显著提高了潜艇的水下机动性和生存力。为了达到更高的航速，UB-51号采用两台猛狮六缸四冲程550匹公制馬力（405千瓦特）柴油机用于水面运行，以及两台394匹公制馬力（290千瓦特）的西门子-舒克特电动发电机用于水下航行；水面最高航速13.6節（25.2每小時），水下8節（15每小時）；能够在水面以6節（11每小時）航速续航9,040海里（16,740），或以4節（7.4每小時）连续在水下航行55海里（102）而无需充电。
UB-51号的主武器为五具500毫米艇艏鱼雷发射管，其中艇艏四具采用层叠式布局分居两侧、艇艉一具，并可搭载合共10枚G6型鱼雷。辅助武器则是一门88毫米30倍径速射炮。其标准船员编制为3名军官加31名水兵。

## 服役历史
1917年7月26日，UB-51号在前U-72号艇长、经验丰富的海军上尉恩斯特·克拉夫特的指挥下正式入役，随即展开海试。完成海试后，该艇于9月18日从基尔启程，独力途经费马恩海峡、波罗的海和设得兰群岛周边驶出大西洋，前往地中海。在突破直布罗陀海峡前，UB-51号曾击沉一艘容积总吨为1876吨的法国帆船特鲁德将军号（Amiral Troude）和一艘2844总吨的英国货轮福雷斯特穆尔号（Forestmoor），然后于10月19日抵达卡塔罗并加入地中海潜艇区舰队。
在地中海服役期间，UB-51号又完成了另外4次巡逻，足迹遍及东部的塞得港、亚历山大港和叙利亚海岸周边，以及西部的热那亚湾和利翁湾等地；期间共击沉17艘协约国或中立国商船，容积总吨为43051吨。1918年10月28日，随着奥匈帝国退出战争，UB-51号遂与另外13艘来自地中海的德国潜艇一同从普拉启程回国，并在经停挪威勒维克后于11月28日返抵基尔。战后，根据停战协议的要求，UB-51号于1919年1月16日被引渡至英国正式向协约国投降，并最终于1922年在斯旺西拆解报废。

## 袭击历史摘要
| 日期           | 船名               | 船籍         | 吨位 | 结局 |
| -------------- | ------------------ | ------------ | ---- | ---- |
| 1917年9月30日  | 特鲁德将军号       | 法國         | 1876 | 击沉 |
| 1917年10月5日  | 福雷斯特穆尔号     | 英国         | 2844 | 击沉 |
| 1917年10月12日 | 泰美斯号           | 挪威         | 7403 | 击沉 |
| 1917年11月17日 | 麦克科奎代尔氏族号 | 英国         | 6517 | 击沉 |
| 1917年11月27日 | 东古号             | 葡萄牙       | 8021 | 击沉 |
| 1918年2月8日   | 辛布里人号         | 英国         | 3905 | 击伤 |
| 1918年5月10日  | 四川号             | 英国         | 1862 | 击沉 |
| 1918年5月16日  | 曼苏拉号           | 法國         | 50   | 击沉 |
| 1918年5月18日  | 马布鲁卡号         | 法國         | 25   | 击沉 |
| 1918年5月18日  | 陶菲克·巴里号      | 法國         | 100  | 击沉 |
| 1918年5月18日  | 玛丽亚号           | 法國         | 60   | 击沉 |
| 1918年5月18日  | 梅内瓦号           | 法國         | 270  | 击沉 |
| 1918年5月18日  | 马布鲁卡号         | 法國         | 25   | 击沉 |
| 1918年5月27日  | 莱索威城堡号       | 英国         | 9737 | 击沉 |
| 1918年5月29日  | 米希尔号           | 英国         | 786  | 击沉 |
| 1918年7月11日  | 巴克科斯号         | 法國         | 2045 | 击沉 |
| 1918年7月20日  | 古赛尔号           | 英国         | 1855 | 击沉 |
| 1918年7月22日  | 伊集院号           | 英國皇家海軍 | 257  | 击沉 |
| 1918年7月22日  | L-1号              | 英国         | 130  | 击沉 |
| 1918年7月28日  | 呼佩瑞亚号         | 英国         | 3908 | 击沉 |

## 脚注
1. ↑  Rössler，第65頁.
2. 1 2 3  Helgason, Guðmundur. . German and Austrian U-boats of World War I - Kaiserliche Marine - Uboat.net.   [2022-04-24].
3. 1 2 3 4  Gröner 1991，第25-30頁.
4. 1 2  Helgason, Guðmundur. . German and Austrian U-boats of World War I - Kaiserliche Marine - Uboat.net.   [2022-04-24].
5. ↑  陈进，第239頁.
6. 1 2  NARS，第94頁.
7. 1 2 3  Helgason, Guðmundur. . German and Austrian U-boats of World War I - Kaiserliche Marine - Uboat.net.   [2014-12-03].
8. ↑  陈进，第268-269頁.